# 埃丝特尔·格蒂
埃丝特尔·格蒂（英語：Estelle Getty，1923年7月25日—2008年7月22日），女，美国演员。曾获得黄金时段艾美奖喜剧类电视系列剧最佳女配角。